# Hyginus (Bischof von Rom)
Hyginus (in den Handschriften in den Formen Ὑγῖνος, Hyginus, Yginus, Egenus, Viginus überliefert; † 142 oder 149 in Rom) war ab dem Jahr 138 Bischof von Rom.

## Biografische Informationen
Über Hyginus selbst und sein Pontifikat ist nur wenig überliefert. Der Liber Pontificalis berichtet, er sei Grieche, möglicherweise aus Athen, und vor seinem Pontifikat Philosoph gewesen. In drei Ordinationen habe er als Bischof von Rom fünfzehn Presbyter, fünf Diakone und sechs Bischöfe geweiht. Darüber hinaus habe er – nicht mehr näher bestimmbare – Verfügungen bezüglich des Klerus erlassen (clerum conposuit et distribuit gradus). Er sei am 11. Januar neben Petrus auf dem Vatikanischen Hügel bestattet worden und auf seinen Tod sei eine dreitägige Vakanz gefolgt. Nach Eusebius von Caesarea habe er sein Amt im ersten Regierungsjahr des Antoninus Pius, das heißt 138 n. Chr. angetreten, was der Liber Pontificalis um die Nennung der Konsuln des Jahres, eines Magnus sowie (Gaius Pomponius) Camerinus, erweitert.
Während seines Pontifikats kamen laut Irenäus von Lyon, dem Eusebius folgt, die später als Häretiker aus der Kirche ausgeschlossenen Gnostiker Valentinos und Addru Cerdo nach Rom. Eusebius, sich wiederum auf Irenäus stützend, überliefert, dass Hyginus zu den Bischöfen Roms gehörte, die es Christen erlaubten, das Osterfest nach dem jüdischen liturgischen Kalender am 14. des Monats Nisan zu feiern.
Stellung und Dauer des Hyginschen Pontifikats werden in der Überlieferung unterschiedlich dargestellt und führten zu umfangreichen Diskussionen. So bezeichnet Eusebius den Hyginus als 9. Bischof Roms und zitiert hierfür scheinbar wörtlich Irenäus. Doch zählt Irenäus, zumindest in der einzig erhaltenen lateinischen Übertragung der entsprechenden Stelle, Hyginus als 8. Bischof von Rom. Die unterschiedlichen Angaben können daher rühren, dass Irenäus seine Liste mit Linus beginnt, während Eusebius mit Petrus ansetzt.
Laut Eusebius übte Hyginus vier Jahre lang das Bischofsamt bis zu seinem Tod aus, was auch der Angabe in seiner Chronik zum Jahr 142 entspricht, wonach in diesem Jahr Hyginus’ Nachfolger Pius sein Amt antrat. Vier Jahre, drei Monate und vier Tage gibt auch der Liber Pontificalis als Amtsdauer an, während der dem Liber zugrundeliegende Catalogus Liberianus zwölf Jahre, drei Monate und sechs Tage angibt. Doch geben beide Überlieferungen an, Hyginus sei gestorben, als Orfitus und Priscus Konsuln waren. Dies war im Jahr 149, und seine Amtszeit hätte demnach 11 Jahre gedauert, was der Angabe von 12 Jahren des Catalogus Liberianus besser entspräche. Für keine der Angaben lässt sich Gewissheit gewinnen. Die Konsulardaten des Catologus und – auf ihnen aufbauend – des Liber sind den Angaben des in dieser Hinsicht äußerst unzuverlässigen Chronographen von 354 entnommen, und so sah Adolf von Harnack die Amtsdauer des Hyginus im Catalogus mit denen des Anicetus, wie sie Eusebius bietet, vertauscht.
Hyginus galt als Märtyrer, jedoch gibt es dafür keine antike Quelle, und auch der Liber Pontificalis, der sonst regelmäßig die Floskel Martyrio coronatur („er wurde mit dem Martyrium gekrönt“) bietet, verzichtet auf eine solche Angabe. Im Martyrologium Hieronymianum ist unter dem 23. Dezember ein Egenus oder Eugenus erwähnt, der oftmals mit Hyginus gleichgesetzt wird. Im Martyrologium Romanum wird sein Fest am 11. Januar verzeichnet. Aus dem Calendarium Romanum wurde Hyginus im Rahmen der 1969 erlassenen neuen Grundordnung des Kirchenjahres gestrichen, da man weder sein Martyrium belegen noch seinen Todestag bestimmen könne.

## Werke
Die unter dem Namen des Hyginus überlieferten Dekretalen sind unecht.